# Rugbyclub Oudsbergen
Rugbyclub Oudsbergen is een Belgische rugbyclub uit Oudsbergen.

## Geschiedenis
In het seizoen 2005-'06 ontstond deze club onder de naam Rugbyclub Maasland. Opgericht in Maaseik door Bjorn Houben en Geert Maas, beide voormalig praeses van studentenvereniging ASG. Een jaar later ontstond ook het damesteam van RC Maasland, in dat jaar behaalden de heren een vierde plaats in de vijfde nationale divisie. Nog een seizoen later begon de club met hun jeugdwerking, behaalden de dames de derde plaats in de tweede nationale en verloren de finale van de Beker van Vlaanderen. De heren eindigden een plaats hoger dan het seizoen ervoor. 
In het seizoen 2008-'09 waren de dames opnieuw verliezend finalist van de Beker van Vlaanderen en eindigden ze als tweede in tweede nationale. Het jaar erop werden de dames van RC Maasland kampioen in tweede nationale, en mochten zo promoveren naar eerste nationale, waar ze het jaar erop weer degradeerden naar tweede nationale. In het seizoen 2010-'11 verhuisde de club van Neeroeteren naar Wurfeld. 
In juli 2017 werd bekendgemaakt dat de club verhuisde van Wurfeld naar de terreinen van voormalig voetbalclub SK Nieuwe Kempen in Opglabbeek. Vermits Opglabbeek niet in het Maasland ligt, werd een nieuwe clubnaam gezocht en werd geopteerd voor Rugbyclub Oudsbergen. Dit omdat Opglabbeek vanaf 2019 opgegaan is in Oudsbergen. Dit is meteen het eerste sportteam dat de nieuwe naam van de fusiegemeente draagt. Eveneens in 2017 werd Anne Schroyen voorzitter van de club, ze is daarmee de eerste vrouwelijke voorzitter in het Vlaamse rugby.

## Bestuur
| Tijdspanne   | Voorzitter    |
| ------------ | ------------- |
| 2005 - 2013  | Bjorn Houben  |
| 2013 - 2017  | Rob Creemers  |
| 2017 - heden | Anne Schroyen |

## Palmares

### Dames
- Beker van Vlaanderen: 2007 en 2008
- Kampioen tweede nationale: 2010